# Хехтхаузен
Хехтхаузен (нем. Hechthausen, н.-нем. Heckthusen) — община в Германии, в земле Нижняя Саксония.
Входит в состав района Куксхафен. Управляется союзом общин Хеммор. Население составляет 3453 человек (на 31 декабря 2019 года). Занимает площадь 30,71 км².

## Административное устройство
Община Хехтхаузен состоит из следующих поселений:
- Борнберг
- Хехтаузен
- Клайнвёрден
- Клинт
- Лаумюлен
- Виш